# Nicola Bryant
Nicola Jane Bryant (Guilford, Surrey; 11 de octubre de 1960), es una actriz inglesa, más conocida por su papel de Peri Brown, acompañante del Doctor en la serie de ciencia ficción de la BBC Doctor Who.

## Primeros años
Hija de Sheila y Denis Bryant, comenzó a tomar clases de baile a los tres años y también empezó a aprender piano. A los diez años se presentó a audiciones para entrar en escuelas de ballet, pero no pudo aceptar las plazas que le ofrecieron a causa del asma. Disgustada por esto, se unió a un grupo de arte dramático local. Al abandonar el colegio, se presentó a las pruebas para todas las escuelas de arte dramático de Londres y consiguió una beca en la Webber Douglas Academy of Dramatic Art. En su último curso, interpretó el papel de Nanette en una producción del musical No, No, Nanette.

## Carrera
El primer trabajo profesional de Bryant fue el de Peri Brown en Doctor Who. Interpretó el papel de 1984 a 1986, primero con Peter Davison, y después con Colin Baker como el Doctor. El paso de Bryant en el programa se miró con lupa en ciertos sectores, ya que el productor John Nathan-Turner admitió en su libro Doctor Who: The Companions (y en cualquier otra ocasión) que su intención era elevar el sex appeal de la envejecida serie introduciendo a la joven actriz, que solía aparecer llevando ropa provocativa. Su personaje era estadounidense, y por un tiempo la publicidad mantuvo que Bryant era también era estadounidense, algo que le hicieron decir a Bryant en las ruedas de prensa cuando consiguió el papel. En su última temporada en el programa, permitieron a la actriz llevar una ropa más conservadora. Bryant apareció en el serial The Two Doctors (1985) y le encantó trabajar con Patrick Troughton, intérprete del Segundo Doctor. Durante el descanso del programa entre 1985 y 1986, Bryant hizo el papel de Peri en un radioteatro titulado Slipback junto a Colin Baker. 
Tras terminar en Doctor Who, Bryant pasó nueve meses en el Savoy Theatre en el West End de Londres, en el thriller Killing Jessica con Patrick Macnee dirigida por Bryan Forbes. Seguiría apareciendo en televisión, incluyendo un papel en Blackladder's Christimas Carol. A principios de los noventa, coprotagonizó junto a Bajer una serie de películas de ciencia ficción para video titulada The Stranger para BBV, aunque las primeras de ellas eran poco más que episodios de Doctor Who disfrazados. También apareció junto a Baker, Davison, Sylvester McCoy y Jon Pertwee en otra producción de BBV, The Airzone Solution, notable al incluir una escena amorosa entre Baker y Bryant.
Bryant volvió a interpreter en muchos audiodramáticos de Doctor Who de Big Finish Productions, junto a Peter Davison y Colin Baker. También dirigió los audiodramáticos UNIT: The Wasting y Judge Dreed: 99 Code Red!. En febrero de 2006, actuó en una producción del New End Theatre de la obra de Carl Djerassi Taboos, y a principios de 2007 apareció en la producción de Londres de la obra Rock 'n' Roll de Tom Stoppard en el Duke of York's Theatre. En el DVD de The Two Doctors, publicado a finales de 2006, se incluyó el documental In the Footsteps of the Two Doctors, mostrando el regreso de Bryant a algunas de las localizaciones de aquel serial (en Sevilla).
Regresó al teatro en 2008-2009, en una gira de la adaptación de Don't Look Now de Daphne du Maurier, interpretando el papel de Laura Baxter. En el verano de 2009, Bryant filmó una película estilo documental improvisado para el ganador de varios premios, el director australiano Ben Briand, para la rama europea de una compañía de viajes, y también grabó ocho historias de una temporada de audiodramáticos para los CD de Doctor Who de Big Finish. El 2 de marzo de 2010, apareció en Holby City como una reportera de televisión. En 2011, apareció como invitada en el audiodrama de Dark Shadows titulado The Blind Painter.

## Vida personal
Mientras estudiaba arte dramático, se casó con el cantante americano de Broadway Scott Kennedy, pero la pareja se separó después. Tiene una hermana pequeña llamada Tracy. Tiene una relación con el escritor de Dead Ringers (y fan de Doctor Who) Nev Fountain.